# Hositea gynaecia
Hositea gynaecia là một loài bướm đêm trong họ Crambidae.